# La Haute-Chapelle
La Haute-Chapelle ist eine Ortschaft und eine Commune déléguée in der französischen Gemeinde Domfront en Poiraie mit 534 Einwohnern (Stand: 1. Januar 2022) im Département Orne in der Region Normandie. Die Einwohner werden Chapellois genannt.
Mit Wirkung vom 1. Januar 2016 wurden die früheren Gemeinden Domfront, La Haute-Chapelle und Rouellé zu einer  Commune nouvelle mit dem Namen Domfront en Poiraie zusammengelegt, die in der neuen Gemeinde den Status einer Commune déléguée haben. Der Verwaltungssitz befindet sich im Ort Domfront. Die Gemeinde La Haute-Chapelle gehörte zum Arrondissement Alençon und zum Kanton Domfront.

## Lage
La Haute-Chapelle liegt etwa 37 Kilometer westnordwestlich von Alençon.

## Bevölkerungsentwicklung
| Jahr                      | 1962 | 1968 | 1975 | 1982 | 1990 | 1999 | 2006 | 2013 |
| Einwohner                 | 744  | 644  | 553  | 563  | 574  | 610  | 635  | 599  |
| Quelle: Cassini und INSEE |      |      |      |      |      |      |      |      |

## Sehenswürdigkeiten
- Kirche Notre-Dame aus dem 19. Jahrhundert
- Herrenhaus La Chaslerie aus dem 16. Jahrhundert mit Umbauten aus dem 18. Jahrhundert, seit 1995 Monument historique
- Herrenhaus La Saucerie, Ende des 12. Jahrhunderts erbaut, seit 1955 Monument historique
- Herrenhaus La Guyardière aus dem 16. Jahrhundert, seit 1992 Monument historique

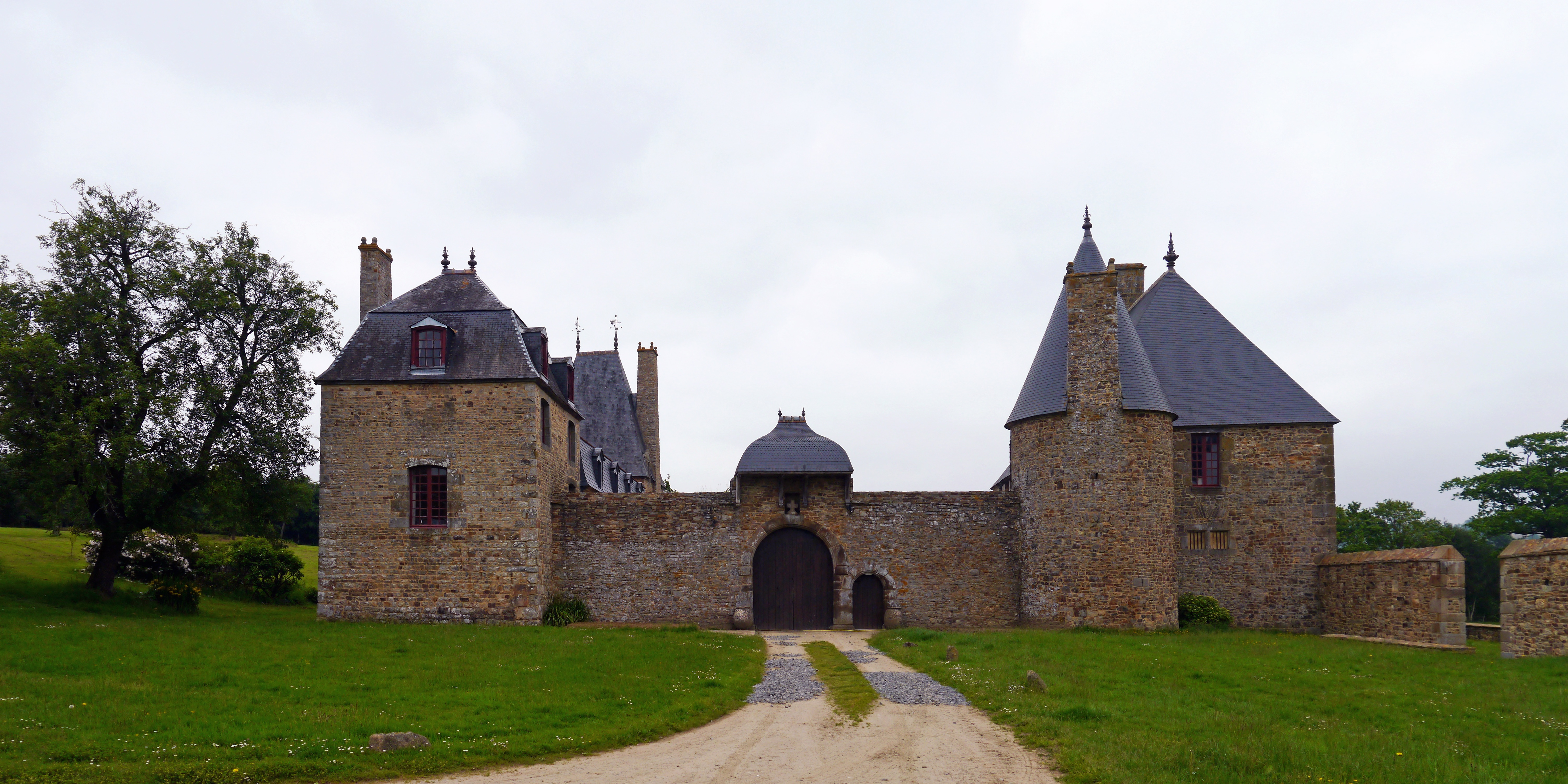
Herrenhaus La Chaslerie
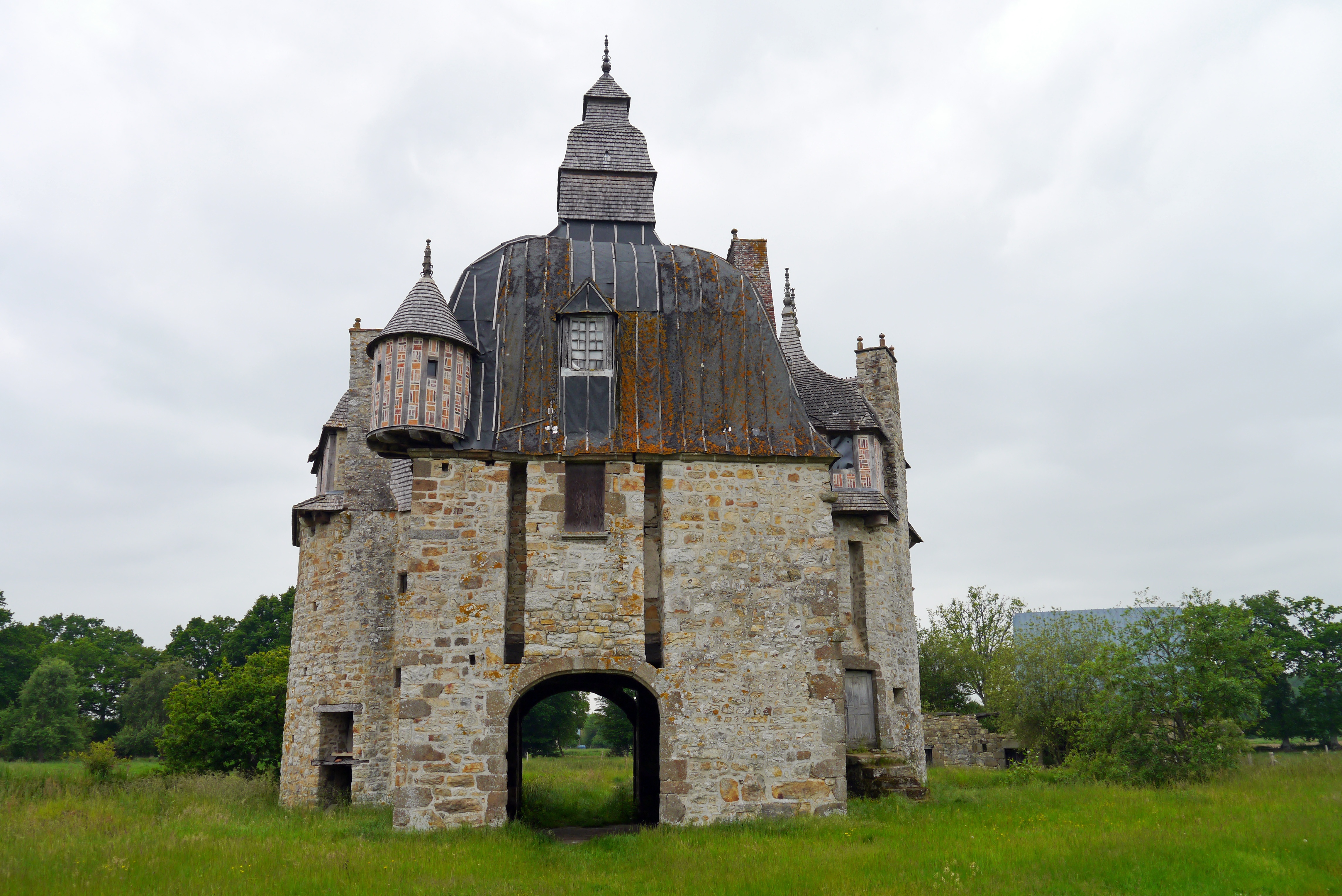
Herrenhaus La Saucerie